# يوليوس لانج (مؤرخ الفن)
يوليوس لانج (بالدنماركية: Julius Lange)‏ هو مؤرخ الفن دنماركي، ولد في 19 يونيو 1838 في Vordingborg ‏ في الدنمارك، وتوفي في 19 أغسطس 1896 في كوبنهاغن في الدنمارك.